# Matutinus tartarea
Matutinus tartarea är en insektsart som först beskrevs av Ronald Gordon Fennah 1958.  Matutinus tartarea ingår i släktet Matutinus och familjen sporrstritar. Inga underarter finns listade i Catalogue of Life.